# Parigi-Camembert 1981
La Parigi-Camembert 1981, quarantaduesima edizione della corsa e valida come evento del circuito UCI categoria CB1.1, si svolse il 21 aprile 1981. Fu vinta dal francese Guy Gallopin.

## Ordine d'arrivo (Top 10)
| Pos. | Corridore                 | Squadra               | Tempo |
| ---- | ------------------------- | --------------------- | ----- |
| 1    | Guy Gallopin              | Miko-Mercier          |       |
| 2    | Jean Chassang             | Puch-Wolber           |       |
| 3    | Jan Nevens                | Boston-Mavic          |       |
| 4    | Pascal Simon              | Peugeot-Esso-Michelin |       |
| 5    | Francis Castaing          | Peugeot-Esso-Michelin |       |
| 6    | Patrick Spinelli          | Sem-France Loire      |       |
| 7    | Michel Larpe              | La Redoute-Motobecane |       |
| 8    | Patrick Friou             | Miko-Mercier          |       |
| 9    | Pierre-Raymond Villemiane | Renault-Elf-Gitane    |       |
| 10   | Jean Van Der Stappen      | Eurobouw-Rossin       |       |